# Henfil
Henfil pseudonimo di Henrique de Sousa Filho (Ribeirão das Neves, 5 febbraio 1944 – Rio de Janeiro, 4 gennaio 1988) è stato uno scrittore, disegnatore e umorista brasiliano.

## Biografia
Nato a Ribeirão das Neves il 5 febbraio 1944, ereditò dalla madre l'emofilia, come due dei suoi fratelli, il sociologo Herbert José de Sousa Betinho e il musicista Chico Mário.
Inizia la carriera nel 1964 lavorando per la rivista Alterosa, per passare nel 1965 al giornale Diário de Minas. Nel 1972, con l'entrata in vigore del terribile AI-5 (Ato Institucional Número Cinco) che censurava i mass-media e torturava gli oppositori del regime dittatoriale, Henfil inizia le pubblicazioni della rivista Fradim (Ed. Codecri), che fece conoscere ad un vastissimo pubblico i suoi personaggi e le sue vignette satiriche. Alcuni dei suoi personaggi si chiamavano con soprannomi popolari, come Cumprido, Baixim, Graúna, e Bode Orelana, Zeferino il nordestino e Ubaldo il paranoico. Fu sempre strenuo propugnatore della fine della dittatura in Brasile.
Fu anche autore di teatro, cinema, televisione (Rede Globo). Tentò anche la carriera negli USA, ma per il suo stile troppo satirico fu relegato dai grandi editori a sole pubblicazioni underground.
Tornato in Brasile, contrasse il virus dell'AIDS a causa di una trasfusione di sangue. Morì a Rio de Janeiro il 4 gennaio 1988 per complicazioni della malattia, all'apice della sua carriera.
Nel 2009 il suo unico figlio ha fondato l' Istituto di Cultura Henfil.

## Il suo stile
I suoi scritti erano note telegrafiche: un misto di riflessioni unite ai suoi cartoons. Celebri furono le Cartas à mãe (Lettere alla mamma), rubrica con la quale scriveva su tutto e di tutto, spesso con uno stile tagliente, ma con l'intimità di un figlio che si confida con la propria madre, che criticava il governo e le personalità di spicco brasiliane.
Nel Diário de um cucaracha, Henfil narra del suo viaggio negli Stati Uniti dove tentò il sogno americano. L'opera narra dello choc che Henfil provò, della reazione del suo pubblico americano nel leggere i suoi scritti, classificati come aggressivi e offensivi. Tutto questo è scritto in capitoli brevi, in un tono quasi sommesso come se stessa parlando con un lettore anonimo o un amico conosciuto.

## Opere
- Diário de um cucaracha (1976)
- Hiroxima, meu humor (1976)
- Dez em humor (collettanea, 1984)
- Diretas Já! (1984)
- Henfil na China (1984)
- Fradim de Libertação (1984)
- Como se faz humor político (1984)